# Vale stekelstaart
De vale stekelstaart (Cranioleuca pallida) is een zangvogel uit de familie der ovenvogels (Furnariidae).

## Kenmerken
De vogel is circa 14 centimeter lang. De vale stekelstaart is grotendeels olijfbruin, maar heeft een rode kruin, roodachtige ogen en rode kastanje kleurige staart en vleugels. Verder wordt deze vogel gekenmerkt door een witte wenkbrauwstreep. De vogel lijkt sterk op de Boliviaanse stekelstaart die een meer egaal gekleurde oorstreek heeft.

## Verspreiding en leefgebied
Deze vogel is endemisch in Brazilië en komt enkel voor in het Federaal District en de staten Bahia, Espírito Santo, Goiás, Minas Gerais, Rio de Janeiro en São Paulo. De natuurlijke habitats zijn vochtige of deels vochtige subtropische en tropische montante bossen op een hoogte tussen de 700 en 2150 meter boven zeeniveau in de biomen Cerrado en het  Atlantisch Woud.

## Status
De grootte van de populatie is niet gekwantificeerd. De soort komt in diverse locaties voor, maar door ontbossing en versnippering van het leefgebied zijn trends in populatie-aantallen vermoedelijk dalend. Maar binnen geschikt habitat is de vogel nog redelijk algemeen. Om deze redenen staat de vale stekelstaart als niet bedreigd op de Rode Lijst van de IUCN.